# Караль (Чад)
Караль (фр. Karal) — город и супрефектура в Чаде, расположенный на территории региона Хаджер-Ламис. Входит в состав департамента Дагана.

## Географическое положение
Город находится в западной части Чада, к югу от озера Чад, на высоте 297 метров над уровнем моря.
Населённый пункт расположен на расстоянии приблизительно 79 километров к северо-западу от столицы страны Нджамены.

## Население
По данным официальной переписи 2009 года численность населения Караля составляла 48 016 человек (24 895 мужчин и 23 121 женщина). Население супрефектуры по возрастному диапазону распределилось следующим образом: 52,6 % — жители младше 15 лет, 42,9 % — между 15 и 59 годами и 4,5 % — в возрасте 60 лет и старше.

## Транспорт
Ближайший аэропорт расположен в Нджамене.